# Cuisine du Mozambique
 (mai 2025).
La cuisine du Mozambique a été profondément influencée par les Portugais, qui ont introduit de nouvelles cultures, saveurs et méthodes de cuisson. 
L'un des plats mozambicains les plus connus est le matapa, un ragoût composé de feuilles de manioc moulues mélangées à des crustacés comme des crevettes ou du crabe, avec de l'oignon et de l'ail.

## Produits de base
L'aliment de base de nombreux Mozambicains est le xima (chi-mah), une bouillie épaisse à base de farine de maïs. Le manioc et le riz sont également consommés comme glucides de base. Tous ces plats sont servis avec des sauces à base de légumes, de viande, de haricots ou de poisson. Parmi les autres ingrédients typiques figurent les noix de cajou, les oignons, les feuilles de laurier, l'ail, la coriandre, le paprika, le poivre, le piment rouge, la canne à sucre, le maïs, le millet, le sorgho et les pommes de terre.

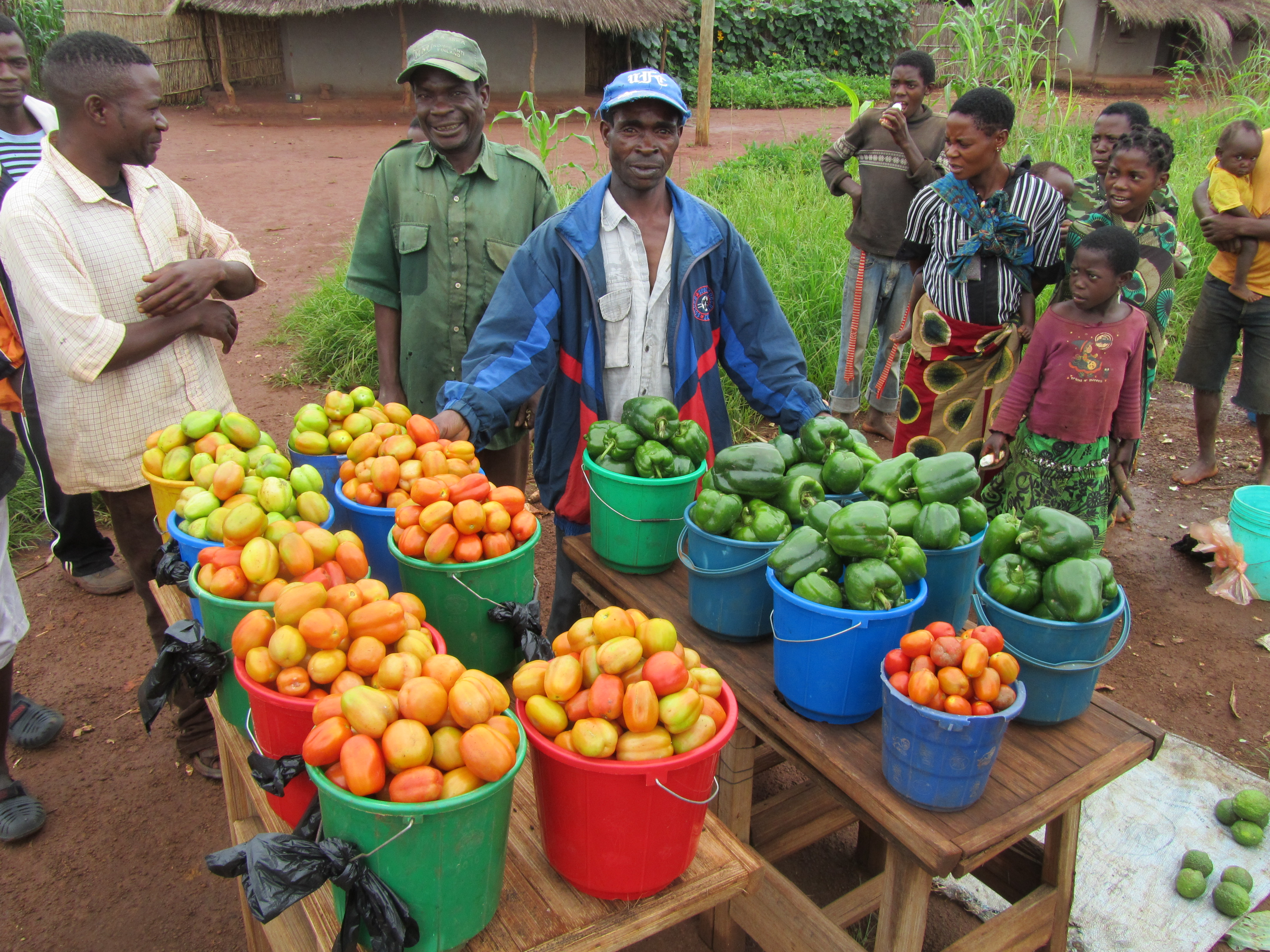
Tomates et poivrons
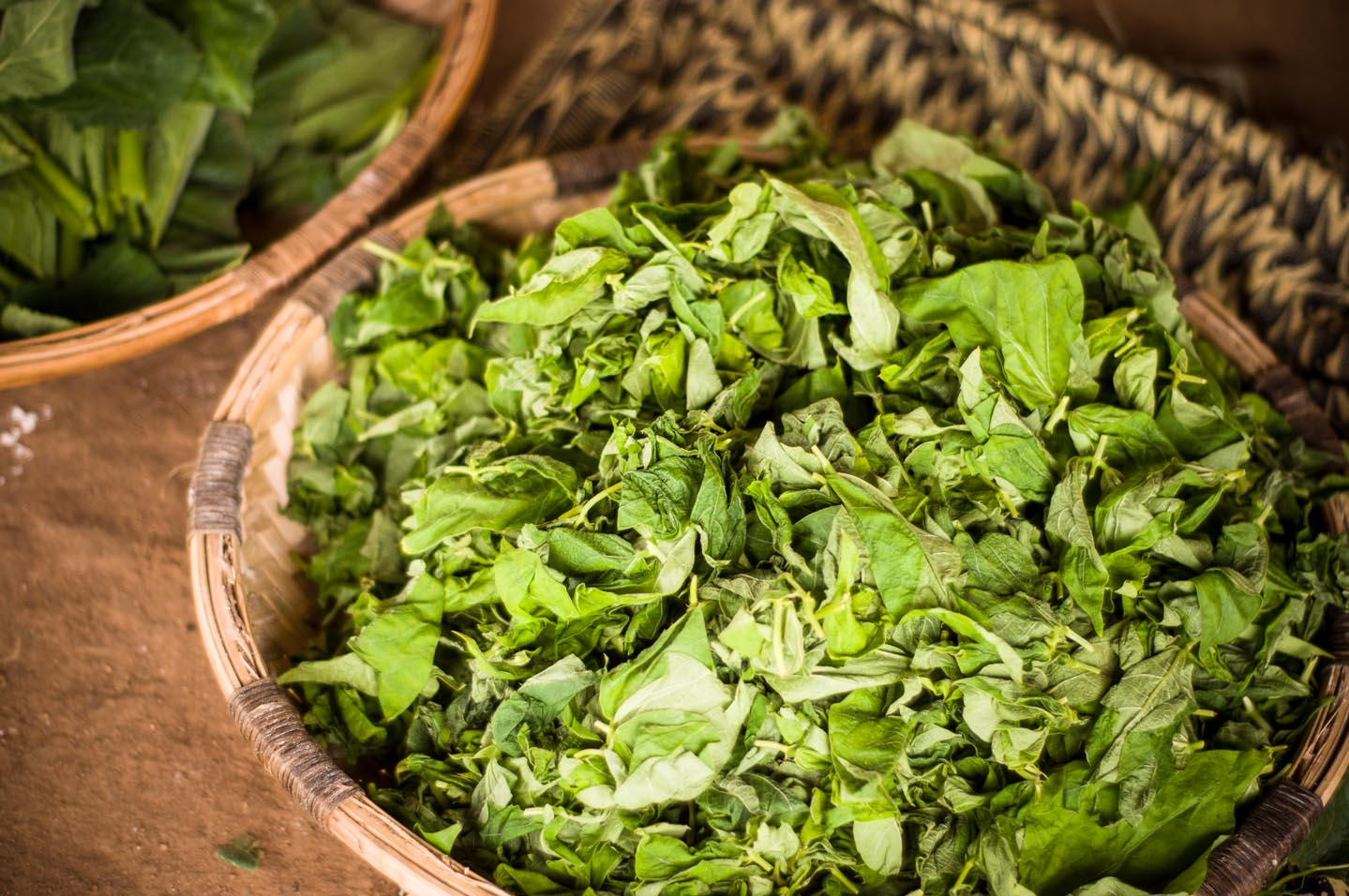
Liponda
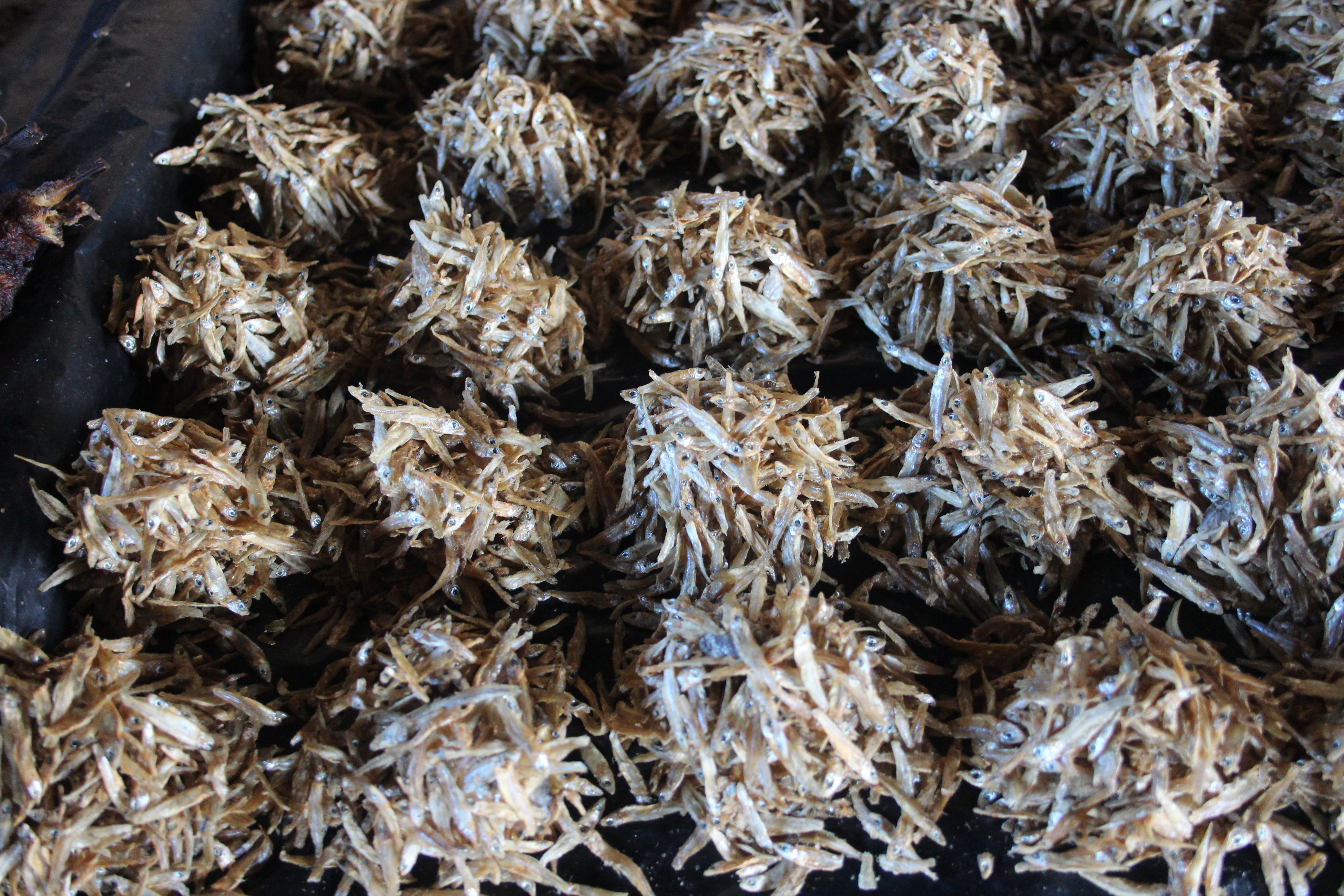
Petits poissons séchés
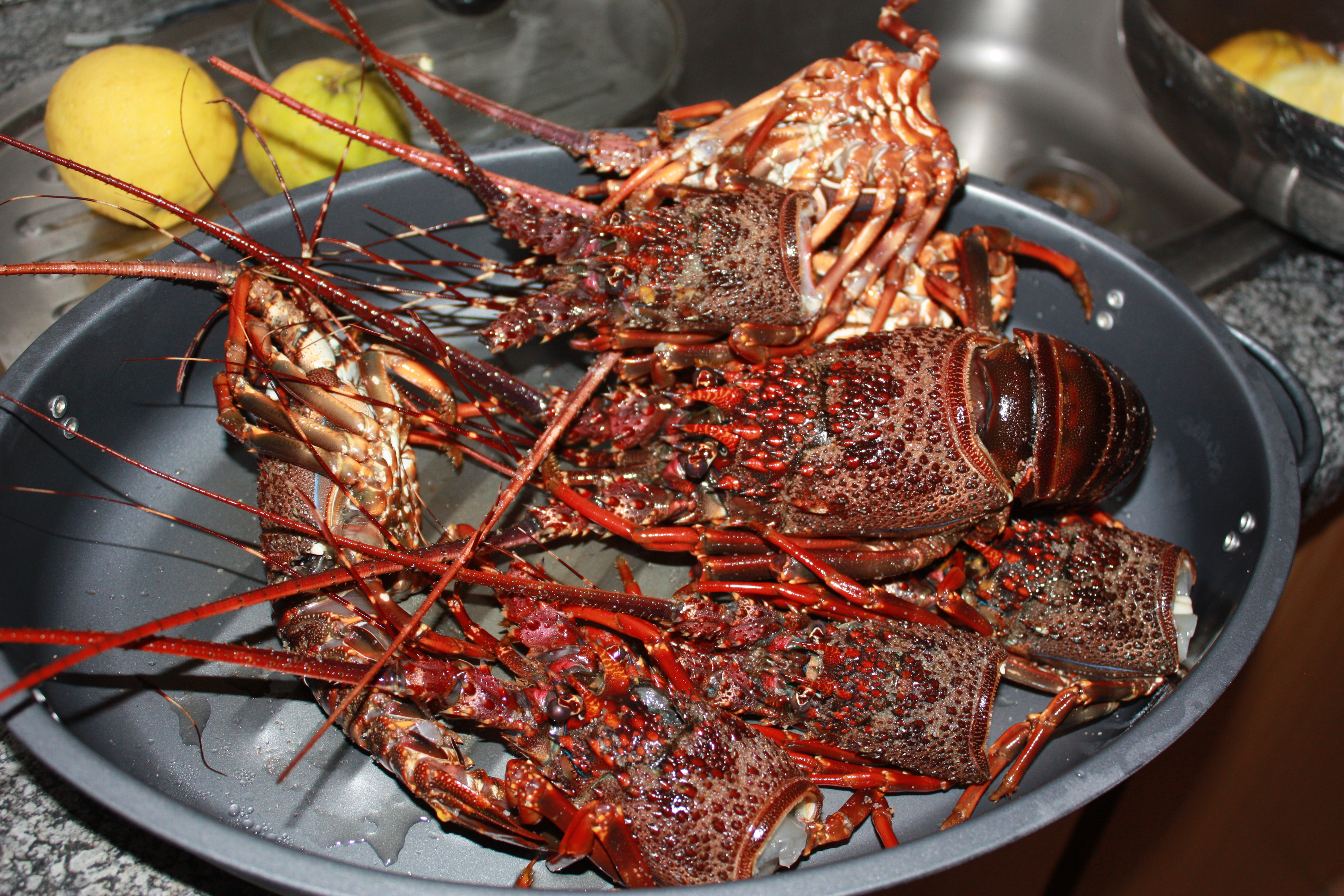
Langoustes
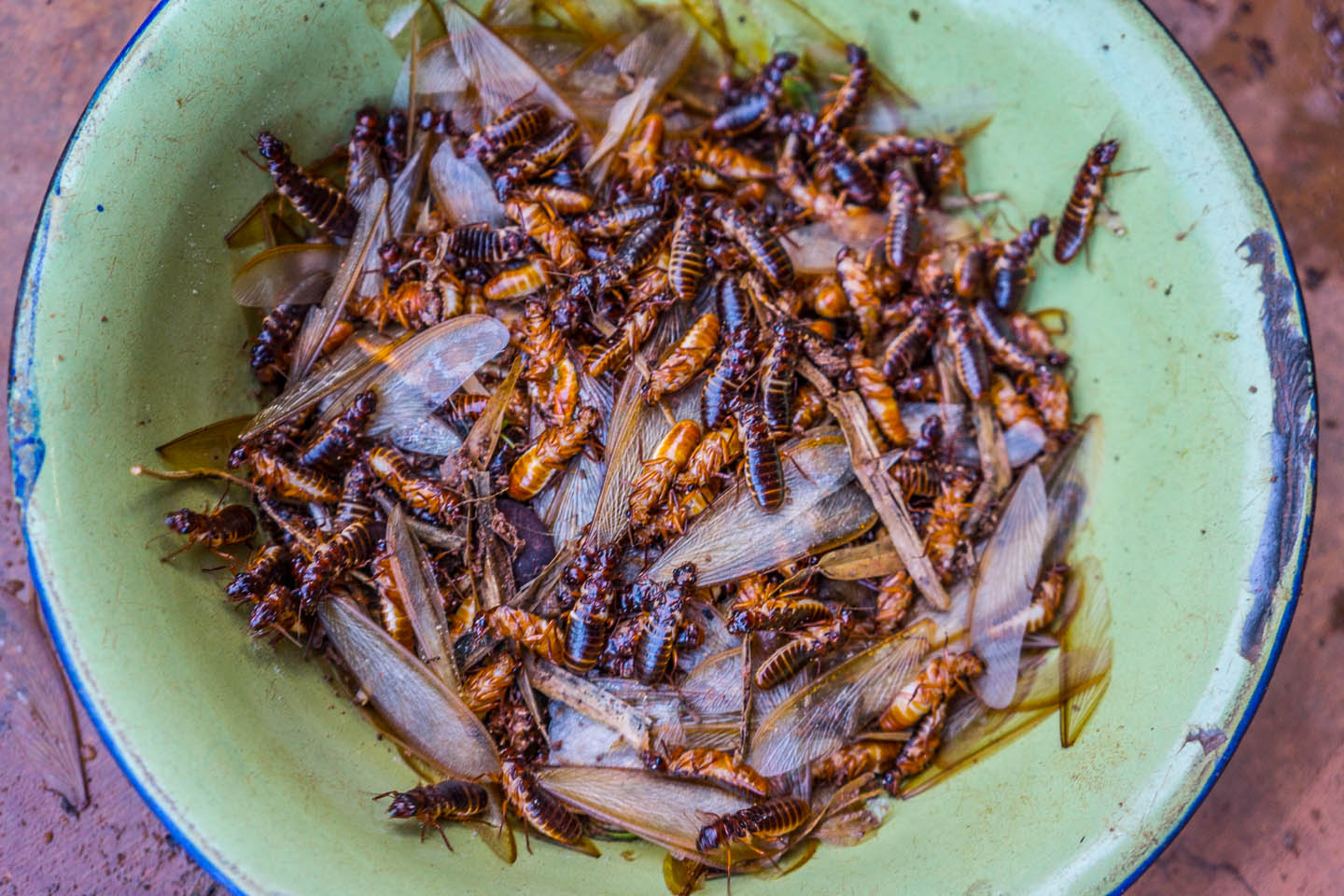
Ngumbi

## Préparation

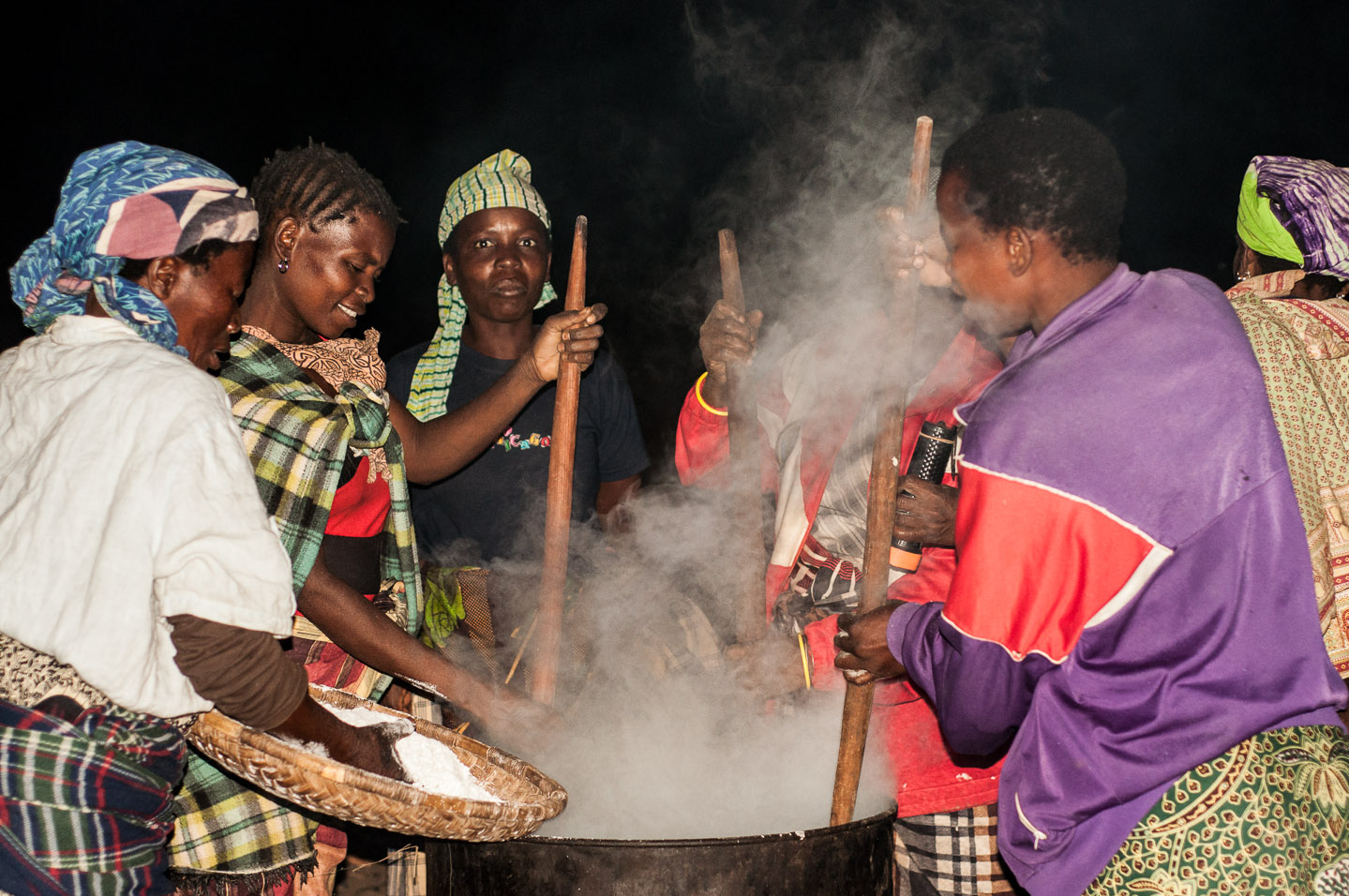
Fabrication de l'ugali à la veille d'une fête
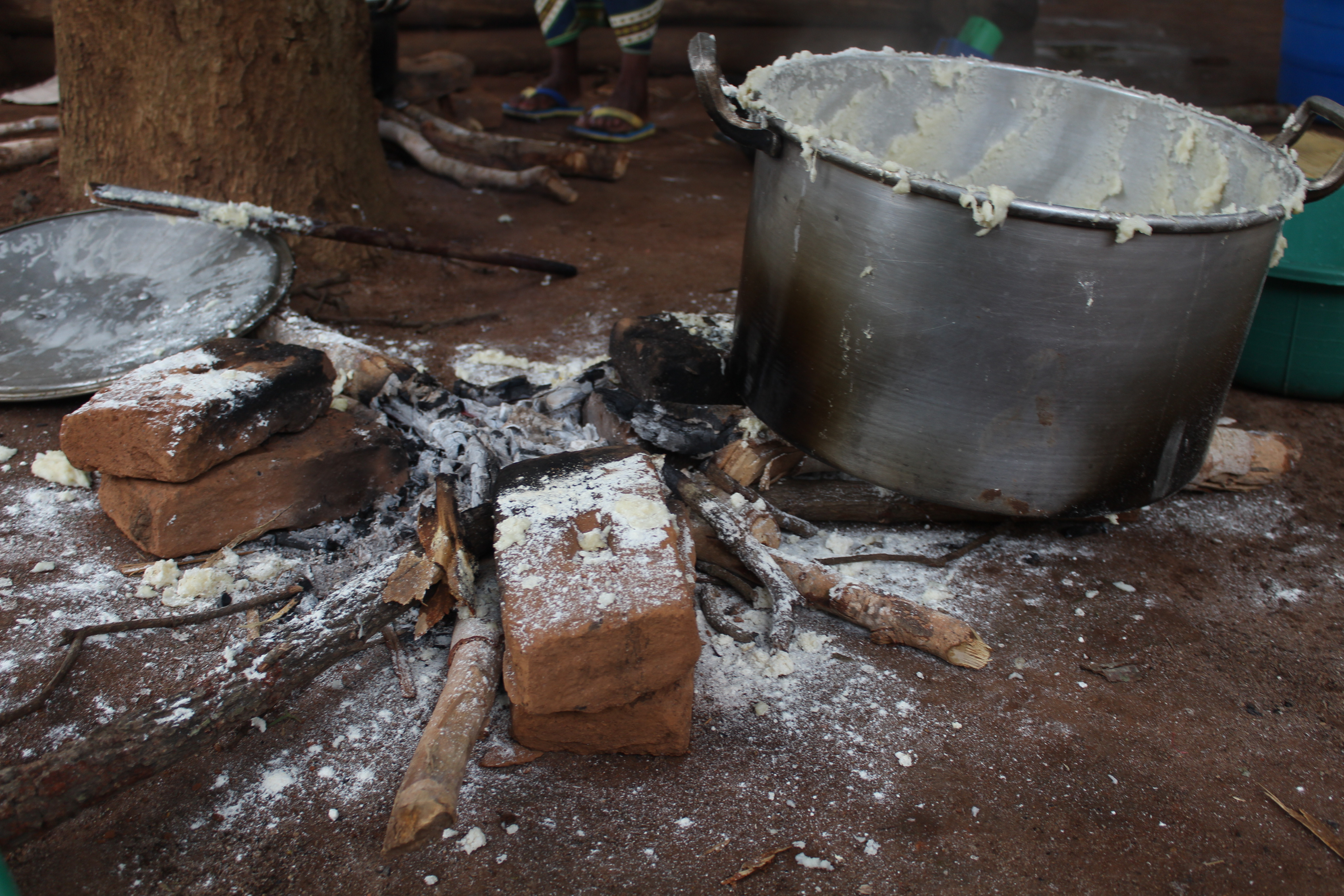
Foyer traditionnel à trois pierres
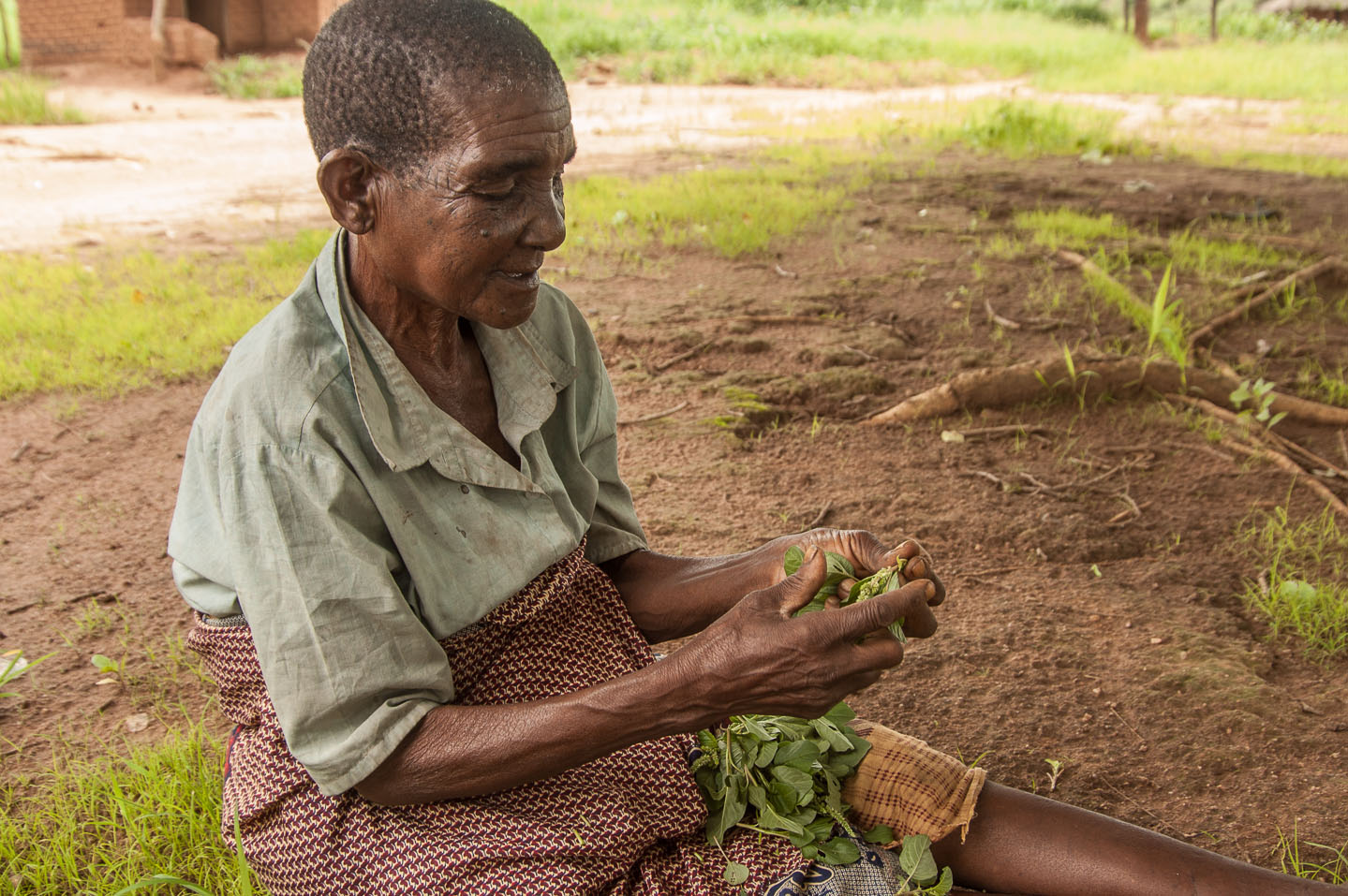
Épluchage du liponda
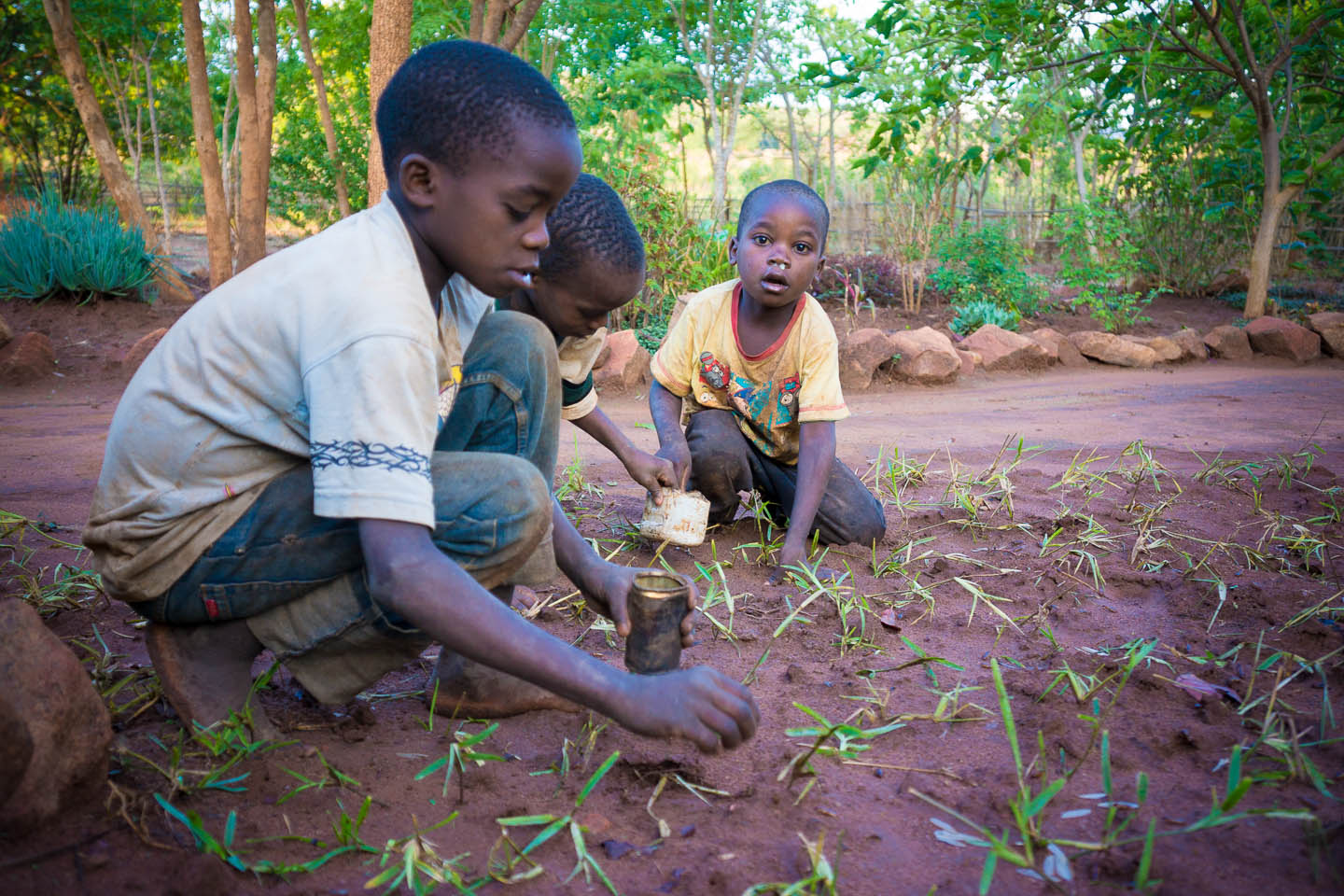
Collecte de ngumbi

## Sélection de plats
Parmi les plats les plus populaires, on peut citer le poulet piri piri. Le piri piri est une épice à base de piment très forte qui est cultivée là-bas et, en fait, elle est récoltée dans des endroits où ils[Qui ?] ne veulent pas que les éléphants entrent. Ils préparent souvent du poulet grillé, du matata, un ragoût de palourdes et d'arachides, du rissois, une sorte de croquette de crevettes, ou du matapa, une sauce à base de feuilles de manioc, de lait de coco et d'arachides, entre autres plats.

La plupart des desserts sont préparés avec les fruits et légumes tropicaux présents sur place. On peut citer le bolo polana, un type de gâteau qui contient généralement des pommes de terre et des noix de cajou. Pouding au manioc, à base de manioc et de fromage, ou cocada amarela, à base de noix de coco et de jaunes d'œufs.

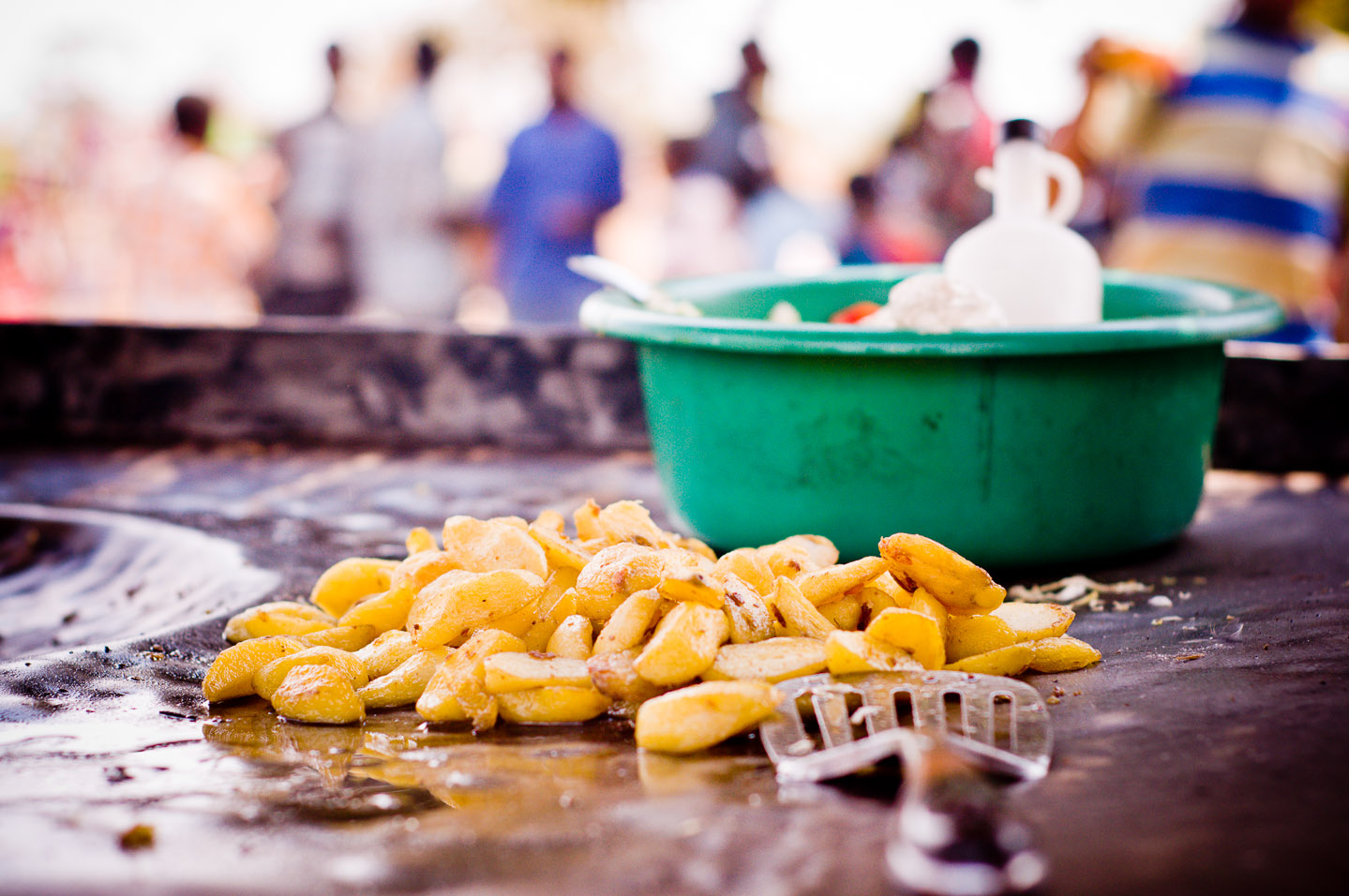
Frites, à proximité de l'Afrique du Sud
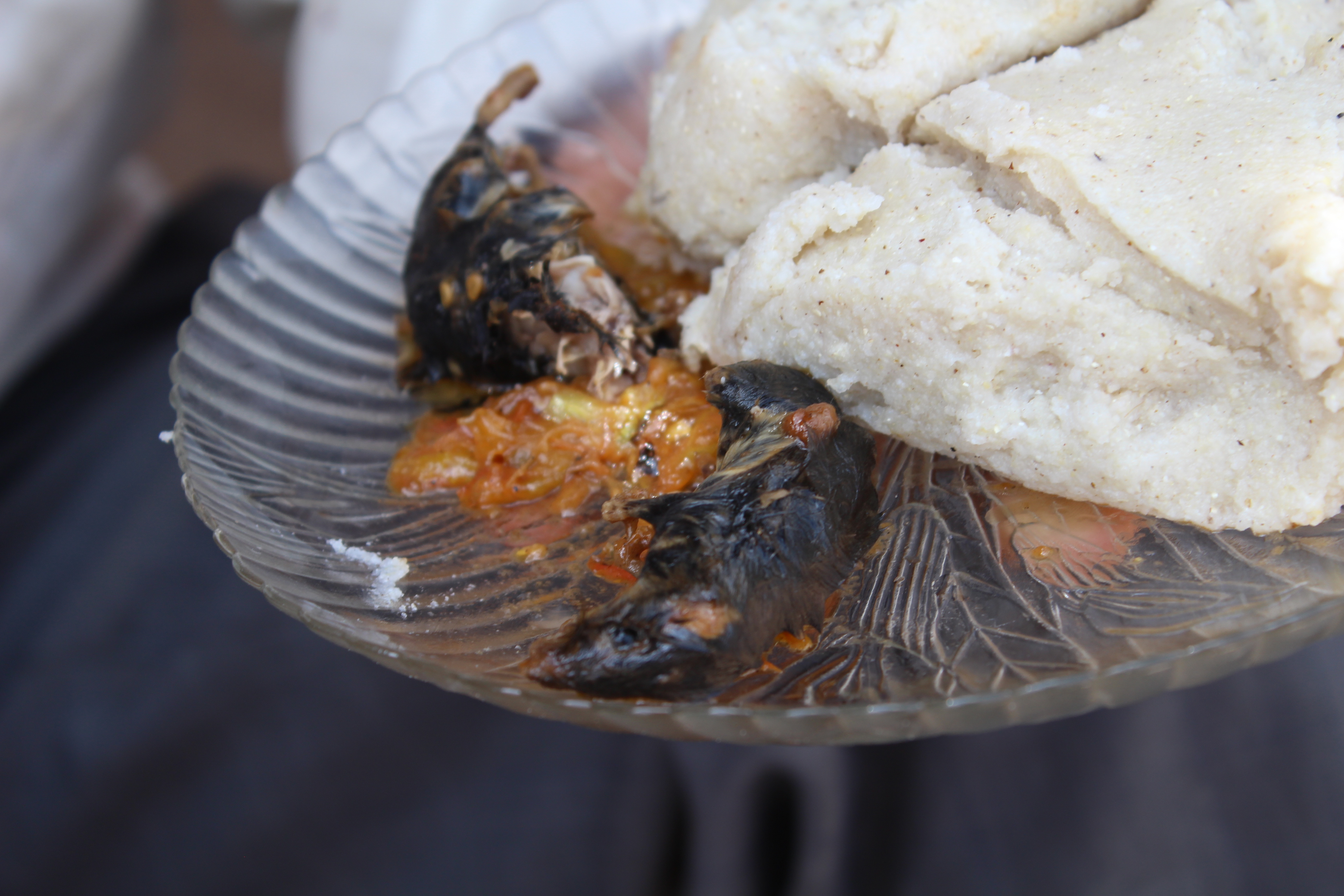
Nshima et souris grillées, appréciées dans la province de Zambézie
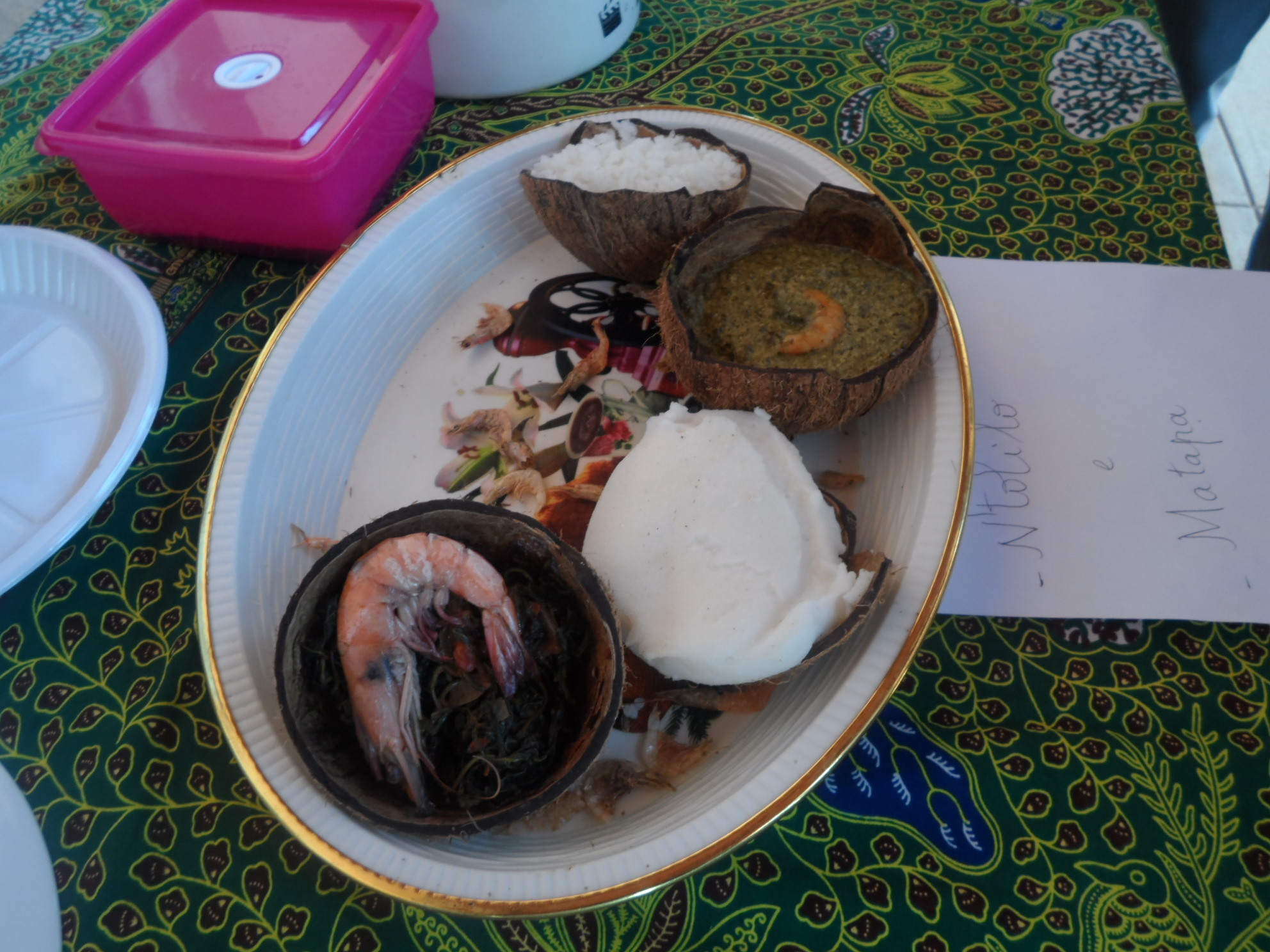
Riz, chima et crevettes